# Ryjówek
Ryjówek (Suncus) – rodzaj ssaków z podrodziny zębiełków (Crocidurinae) w obrębie rodziny ryjówkowatych (Soricidae).

## Zasięg występowania
Rodzaj obejmuje gatunki występujące w Eurazji i Afryce.

## Morfologia
Długość ciała (bez ogona) 33–160 mm, długość ogona 17–110 mm, długość ucha 4–13 mm, długość tylnej stopy 6–26 mm; masa ciała 1,1–147,3 g.

## Systematyka
Rodzaj zdefiniował w 1832 roku niemiecki przyrodnik, zoolog, anatom porównawczy, geolog i mikroskopista Christian Gottfried Ehrenberg w rozdziale dotyczącym ssaków w książce autorstwa Ehrenberga i Friedricha Wilhelma Hempricha o tytule  Symbolae physicae, seu, Icones et descriptiones corporum naturalium novorum aut minus cognitorum. Na gatunek typowy Ehrenberg wyznaczył (oznaczenie monotypowe) ryjówka domowego (S. murinus).

### Etymologia
- Suncus (Sunkus, Sunhus, Junkus): arabska nazwa far sunki oznaczająca ‘sunnicką mysz’[14][1].
- Pachyura: gr. παχυς pakhus ‘duży, tęgi’; ουρα oura ‘ogon’[15]. Gatunek typowy: de Selys-Longchamps wymienił dwa gatunki – Sorex etruscus Savi, 1822 i Sorex myosurus Pallas, 1785 (= Sorex murinus Linnaeus, 1766) – z których gatunkiem typowym jest Sorex etruscus Savi, 1822.
- Paradoxodon: gr. παραδοξος paradoxos ‘niezwykły, niesamowity’; οδους odous, οδοντος odontos ‘ząb’[16]. Gatunek typowy (oznaczenie monotypowe): Sorex melanodon Blyth, 1855 (= Sorex etruscus Savi, 1822).
- Plerodus: gr. πλήρης plēres ‘pełny, kompletny’; οδους odous, οδοντος odontos ‘ząb’[17]. Gatunek typowy (oznaczenie monotypowe): Crocidura suaveolens Blasius, 1857 (= Sorex etruscus Savi, 1822).
- Podihik: syng. පොඩි හික්මියා poḍi hikmiyā ‘mała ryjówka’[18]. Gatunek typowy (oryginalne oznaczenie): Podihik kura Deraniyagala, 1958 (= Sorex etruscus Savi, 1822).

### Podział systematyczny
Do rodzaju należą następujące gatunki:
- Suncus etruscus (Savi, 1822) – ryjówek etruski
- Suncus fellowesgordoni W.W.A. Phillips, 1932 – ryjówek lankijski
- Suncus malayanus (Kloss, 1917) – ryjówek malajski
- Suncus hosei (O. Thomas, 1893) – ryjówek borneański
- Suncus zeylanicus W.W.A. Phillips, 1928 – ryjówek dżunglowy
- Suncus murinus (Linnaeus, 1766) – ryjówek domowy
- Suncus montanus (Kelaart, 1850) – ryjówek górski
- Suncus niger (Horsfield, 1851)
- Suncus stoliczkanus (J. Anderson, 1877) – ryjówek samotny
- Suncus dayi (Dobson, 1888) – ryjówek tamilski
- Suncus martensi Kock, 1974 – ryjówek floreski
- Suncus aequatorius (E. Heller, 1912) – ryjówek równikowy
- Suncus lixa (O. Thomas, 1898) – ryjówek większy
- Suncus hututsi Kerbis Peterhans & Hutterer, 2009 – ryjówek ugandyjski
- Suncus infinitesimus (E. Heller, 1912) – ryjówek najmniejszy
- Suncus remyi Brosset, Dubost & Heim de Balsac, 1965 – ryjówek gaboński
- Suncus varilla (O. Thomas, 1895) – ryjówek drobny
- Suncus megalurus (Jentink, 1888) – ryjówek nadrzewny

Opisano również gatunki wymarłe:
- Suncus barbarus Geraads, 1995[21] (Maroko; pliocen)
- Suncus honeyi Flynn, Jacobs, Kimura, L.H. Taylor & Tomida, 2020[22] (Pakistan; pliocen)
- Suncus leakeyi Butler & Greenwood, 1979[23] (Tanzania; plejstocen)